# Daniel Bovet
Daniel Bovet (Neuchâtel, Suïssa 1907 - Roma, Itàlia 1992) fou un farmacòleg italià, d'origen suís, guardonat amb el Premi Nobel de Medicina o Fisiologia l'any 1957.

## Biografia
Va néixer el 23 de març de 1907 a la ciutat de Neuchâtel, població situada al cantó del mateix nom. Va estudiar a la Universitat de Ginebra en la qual es va doctorar l'any 1927 en Ciències Biològiques i el 1929 en Ciències Naturals, treballant durant aquest temps com a ajudant del departament de Fisiologia de la facultat de Medicina. Des de 1929 fins a l'any 1936 va treballar al Laboratori de Química Terapèutica de l'Institut Pasteur de París. Posteriorment es traslladà a Roma contractat com a director del departament de Química Terapèutica de l'Institut Superior de Sanitat Italià, esdevenint professor a La Sapienza i ciutadà italià l'any 1947.
Bovet morí el 8 d'abril de 1992 a la seva residència de la ciutat de Roma.
Era fill del pedagog, psicòleg i esperantista Pierre Bovet, qui li ensenyà des de petit la llengua auxiliar internacional esperanto. Així, Daniel Bovet és considerat un parlant natiu d'aquesta llengua.

## Recerca científica
La seva àrea principal d'investigació fou l'estudi de la relació entre l'estructura química i l'acció biològica dels medicaments, realitzant investigacions sobre el sistema nerviós simpàtic i la quimioteràpia. Desenvolupà estudis sobre els sulfanomides, els guarís i els alcaloides del Claviceps purpurea, un fong característic del sègol. Així mateix l'any 1937 descobrí els antihistamínics, uns fàrmacs que bloquegen la histamina del neurotransmissor i que són indicats per a l'al·lèrgia.
L'any 1957 li fou concedit el Premi Nobel de Medicina o Fisiologia per la síntesi del primer antihistamínic clínicament disponible.